# Adriano del Valle
Adriano del Valle Rossi (Sevilla, 19 de enero de 1895-Madrid, 1 de octubre de 1957) fue un poeta español, articulista, escritor de cuentos y pintor. Adscrito a la generación de 1927, modernista, cercano al ultraísmo y al creacionismo, la mayor parte de sus obras, poesía lírica y prosa poética, se publicaron de forma dispersa en periódicos, revistas y semanarios taurinos. Ganador de numerosos juegos florales. Recibió el Premio Nacional de Poesía en 1933 por Mundo sin tranvías.

## Biografía
Adriano del Valle Rossi nació en Sevilla, de padre asturiano y madre sevillana. Sus antepasados maternos, los Rossi, emigraron de Córcega a París. Abandonó los estudios a la edad de dieciséis años para ayudar a su padre en su empresa de fabricación de juguetes. El fallecimiento de su madre en 1907 y de tres de sus cuatro hermanos marcaron su adolescencia.
En 1912 se aficiona a la poesía tras leer la obra Cantos de vida y esperanza de Rubén Darío, autor que ejerció una importante influencia en su trayectoria poética. En 1916 conoce a Federico García Lorca, con quien toma contacto con las corrientes neopopulistas, estilo de Romancero Gitano o Marinero en tierra, obra de Alberti. Dos años después, en 1918, funda la revista Grecia, órgano oficial del ultraísmo en Sevilla, junto con el que fue su gran amigo Isaac del Vando-Villar y Luis Mosquera; firmó los poemas que publicó en la revista con el seudónimo de Amalio Rossi y empleó el seudónimo Adrianus en las publicaciones en prosa. En esa época conoce a Eugenio d’Ors, a quien siempre llamará maestro. D’Ors, a su vez, sintió una gran admiración por el joven poeta al cual calificó como buhonero de la primavera.
En 1923, se casa en Huelva con Pepita Hernández y se instala en esa ciudad. En el viaje de novios a Lisboa, encuentra a José Pacheko —director de la revista Contemporânea—, a Judith Teixeira, a Raúl Leal y a Fernando Pessoa. Con este último comienza a traducir en ese mismo año a Mario de Sá-Carneiro, que se había suicidado. 
En 1927 funda en Huelva junto a su íntimo amigo Fernando Villalón, poeta y ganadero, y Rogelio Buendía, la revista Papel de Aleluyas —en la que colaboraron, entre otros, Alberti, Cernuda, Ayala, Altolaguirre, Gerardo Diego, Gómez de la Serna y Eugenio d’Ors— y en Madrid Santo y Seña. Su pasión por el arte le llevó a frecuentar la amistad con pintores como Daniel Vázquez Díaz, a quien acompañó en 1929, cuando comenzó sus trabajos en los murales del monasterio de La Rábida, y que le hizo varios retratos, como "Adriano del Valle en Itálica" (citado por Ana María Preckler en Historia del Arte Universal de los Siglos XIX y XX, Volumen 2) o el retrato cubista que forma parte de la colección de retratos del Museo provincial de Huelva "Adriano del Valle vestido de monje mercedario"; José Caballero, con quien realizó tres murales en el Ateneo de Sevilla; Francisco Mateos, con quien colaboró con las revistas La Esfera y Nuevo Mundo; y también mantuvo contactos frecuentes con Salvador Dalí, Joan Miró, Cristino de Vera y Rafael Canogar. En 1929 introdujo el collage, al estilo Max Ernst, en España. Fue también gran aficionado a la música y cultivó su amistad con Joaquín Turina, Miguel Fleta, Manuel de Falla, Jacinto Guerrero, Joaquín Rodrigo y Ernesto Halffter, entre otros. Entusiasta de los toros, fue amigo de Ignacio Sánchez Mejías, Luis Miguel Dominguín, Manolete... Con fecha 20 de octubre de 1931 recibió una carta de Gerardo Diego en la que le comunicaba que había sentido mucho no haberle incluido en su Antología y se disculpaba por ello. Su ausencia fue muy criticada, entre otros, por Camilo José Cela, que la consideró «notoriamente injusta».
Primavera Portátil, un libro que le solicitó García Lorca, fue escrito en Écija, entre 1920 y 1923. El no haberla podido publicar por falta de recursos económicos le acarreó muchos problemas a Adriano. En 1927, Papel de Aleluyas anunció su publicación, que no pudo llevarse a efecto porque la revista desapareció inesperadamente. El libro no vio la luz hasta 1934.
En 1933, el poeta sevillano resultó galardonado con el prestigioso Premio Nacional de Literatura bajo la modalidad de Premio Nacional de Poesía por su obra titulada Mundo sin tranvías (incluida luego como cuarta sección en la citada primera edición de Primavera portátil). Tras el estallido de la Guerra Civil, Adriano del Valle tomó partido en favor de la causa nacional y prodigó sus colaboraciones en la revista Vértice, órgano de expresión de Falange Española Tradicionalista y de las JONS.
Acabada la guerra, dio a la imprenta Lyra sacra, recopilación de antiguos poemas escritos tras la recepción del Premio Nacional. Le siguieron otras dos colecciones de versos: Los gozos del río y Arpa fiel. Años después de su muerte, Guillermo Díaz-Plaja sacó a la luz una edición póstuma con la poesía que Adriano del Valle escribiera entre 1941 y 1957, y, finalmente, en 1977 la Editora Nacional ofreció un volumen con la práctica totalidad de la producción lírica de Adriano del Valle, titulado Obra poética.
En 1942 fue nombrado director de la revista Primer Plano. Desde ese puesto inició el Festival de Cine de Punta Umbría, y fue uno de los promotores del Festival Internacional de Cine de San Sebastián. En 1943 le fue otorgado el premio Mariano de Cavia por Stella matutina, un texto en prosa inspirado en la Semana Santa sevillana. En 1946 representa a España en la Exposición del Libro de Lisboa. En 1952 participa en el Primer Congreso Internacional de Poesía, celebrado en Segovia, junto con numerosos poetas nacionales y extranjeros, entre otros Camilo José Cela, Vicente Aleixandre, José Hierro, Dionisio Ridruejo, Manuel Díez-Crespo, el maestro Rodrigo, el padre Federico Sopeña o el sudafricano Roy Campbell. Falleció en Madrid el 1 de octubre de 1957.
En 2006 su hijo, Adriano del Valle Hernández, publicó Adriano del Valle, mi padre, una amplia biografía ilustrada del poeta y traductor, en la editorial Renacimiento.En el año 2000, vendió al Museo Reina Sofía parte del archivo de su padre: una colección de unas 700 fotografías que dan cuenta de la estrecha relación del poeta con el mundo artístico y que puede consultarse en la Biblioteca de la institución. También cuenta con parte de su archivo otras instituciones tales como  la Diputación Provincial de Huelva.

## Obra
Su extensa obra es fundamentalmente poética. La mayoría de sus artículos fueron publicados en revistas y periódicos, además de artículos en periódicos y revistas literarias como Cervantes, Ultra, Reflector, Proa, Helios, Centauro, La Esfera, Nuevo Mundo, Mediodía y Prisma. De su obra, muy dispersa, solo una pequeña parte fue publicada en libros de poemas. Con cierta preferencia por motivos andaluces, oscilan entre formas populares y metros clásicos, a menudo adornados con imágenes de gusto barroco. Inéditos en vida del autor, aparte del poemario Mundo sin tranvías, quedaron El jardín del centauro, poesías de 1916-1920; el auto sacramental La divina pastora (1923), y Musa-Omnibus, poemario de 1934-1937.

### Libros de poesía
- 1934 - Primavera portátil.
- 1939 - Lyra sacra.
- 1940 - Los gozos del río.
- 1941 - Arpa fiel.
- 1942 - Sonetos a Italia.
- 1954 - La innombrable.
- 1955 - Misa de Alba en Fátima y Gozos de San Isidro.
- 1956 - Oda náutica a Cádiz.
- 1957 - Égloga de Gabriel Miró y Fábula del Peñón de Ifach.

## Poesía taurina
Adriano del Valle escribió poesía taurina, parte de su obra giró en torno al mundo del toro, un recurso frecuente que fue empleado entre los poetas de la generación del 27. Participó de las tertulias taurinas con los intelectuales del momento como Lorca o el historiador taurino José María de Cossío, en la que también fueron habituales toreros como Manolete o Ignacio Sánchez Mejías y ganaderos como Fernando Villalón con quien mantuvo amistad hasta el fallecimiento del ganadero y garrochista en 1930.
José María de Cossío hizo una mención en la antología poética sobre tauromaquia que publicó en dos volúmenes en 1931 con el título de Los toros en la poesía castellana. Adriano del Valle publicó parte de su poesía taurina en el semanario taurino El Ruedo, entre ellas destacan las obras dedicadas a Manolete, Domingo Ortega:
- A Álvaro Domecq,[13] dedicada al ganadero y rejoneador con motivo de un homenaje cuando recibió la Cruz de Beneficencia el 6 de febrero de 1944,
- el romance Torería publicado con motivo de la feria taurina de Sevilla,[14]
- A Domingo Ortega torero amigo del poeta,[15]
- A Manolete,[16] romance que fue seleccionado e incluido por el ayuntamiento de Madrid en 1998 en un libro conmemorativo por el 50.º aniversario de la muerte del diestro de Linares; parte de los poemas escogidos para dicha publicación fueron leídos en el homenaje dado al torero el 11 de diciembre de 1944 acompañado por varios intelectuales en el restaurante Lhardy.[17] El poema fue reeditado en 1947 tras el fallecimiento del Cuarto Califa del toreo al que se le añadió Brindis Póstumo.[18]